# Ocotea lentii
Ocotea lentii är en lagerväxtart som beskrevs av W. Burger. Ocotea lentii ingår i släktet Ocotea och familjen lagerväxter. Inga underarter finns listade i Catalogue of Life.